# 科頓貝爾特 (阿肯色州)
科頓貝爾特（英語：Cotton Belt）是位於美國阿肯色州格林縣的一個非建制地區。該地的面積和人口皆未知。

## 地理
科頓貝爾特的座標為36°05′35″N 90°27′42″W / 36.09306°N 90.46167°W，而該地的平均海拔高度為88米（即282英尺）。